# Pillanes (banda)
Pillanes es un supergrupo chileno de rock. Se formó en abril de 2018 en Valparaíso, por los hermanos Pablo y Felipe Ilabaca (ex-exintegrantes de Chancho en Piedra), los hermanos Francisco y Mauricio Durán (integrantes de Los Bunkers) y Pedropiedra (solista y exintegrante de CHC). El grupo desde su primera etapa también toca con Eduardo Quiroz.
En su primera producción, desarrolla múltiples estilos, entre ellos funk, rock, cumbia, y elementos andinos.

## Historia
Pablo Ilabaca, Felipe Ilabaca y Pedropiedra eran integrantes de la banda del programa 31 minutos, el cual realizaba cada año presentaciones en México. Durante estas giras conocieron a los hermanos Francisco y Mauricio Durán, quienes ya residían en ese país. Así deciden empezar un nuevo proyecto.
Pedro deja 31 minutos luego de una presentación en Buenos Aires, y Pablo Chancho en Piedra. Paralelamente, el 4 de abril de 2018 se reúnen y componen 12 canciones de distintos estilos musicales, hechas en el momento, las cuales fueron reunidas para lo que terminó siendo su primer disco. El álbum fue grabado en 10 días, en un estudio de Valparaíso bautizado Palacio. El nombre de la banda hace alusión a un avión chileno y, además, a los ancestros mapuches.

### Pillanes
La primera muestra oficial, fue el sencillo de El Mundo Es Un Lugar Tan Triste, lanzado el 18 de octubre del 2018, y su videoclip fue filmado por La Tostadora Producciones, en la Biblioteca Central de la Universidad de Concepción. Veintidós días después, lanzaron oficialmente Pillanes, el primer disco de este grupo, bajo el sello Evolución producciones, el cual abarca distintos estilos musicales e instrumentos, incluyendo tintes andinos.
Debutan en vivo en la Feria Pulsar el 25 de noviembre de 2018, posteriormente presentándose en Quilpué y Concepción. Se hicieron presentes en el festival Lollapalooza Chile 2019. Días antes de la última presentación nombrada, Loro, séptimo tema del álbum homónimo, fue elegido segundo sencillo promocional el 21 de marzo de 2019, estrenando su videoclip el 4 de abril de 2019, dirigido por Vicente Subercaseaux (hermano de Pedropiedra).
Pasaron meses para que Pillanes volviera con novedades. El tercer sencillo del disco fue el tema Pillanes, lanzado el 23 de agosto de 2019; su videoclip fue filmado en el embalse El Yeso, ubicado en San José de Maipo. Protagonizado por Catalina Saavedra, representa la idea de la muerte y el concepto de Pillán. Días después de la filmación del vídeo, ocurrió un accidente en el lugar.
En enero de 2020 se agendan fechas para Santiago y Quilpué, para lanzar oficialmente la edición en vinilo de su primer álbum. Además, este mes anuncian una gira por México (siendo parte del festival Vive Latino 2020 entre las presentaciones) debutando por primera vez en vivo en este país, y posibles nuevas canciones.

## Miembros

### Principales
- Pablo Ilabaca: voz, guitarra
- Felipe Ilabaca: voz. bajo
- Mauricio Durán: voz, guitarra acústica, guitarra eléctrica, piano, otros
- Francisco Durán: voz, guitarra acústica, guitarra eléctrica, teclados, otros
- Pedro Subercaseaux (Pedropiedra): voz, batería, guitarra acústica, teclados, bajo

### Otros
- Eduardo Quiroz: batería

## Discografía

### Álbumes
- 2018 - Pillanes

### Sencillos
- 2018 - El Mundo Es Un Lugar Tan Triste
- 2019 - Loro
- 2019 - Pillanes
- 2020 - Carmesí

## Videoclips
| Año  | Canción                         | Director             | Ref.   |
| ---- | ------------------------------- | -------------------- | ------ |
| 2018 | El mundo es un lugar tan triste | Lorenzo De la Maza   | [ 26 ] |
| 2019 | Loro                            | Vicente Subercaseaux | [ 27 ] |
| 2019 | Pillanes                        | Diego Rojas          | [ 20 ] |

## Premios y reconocimientos
| Año  | Premios               | Categoría          | Trabajo                           | Resultado | Ref.                 |
| ---- | --------------------- | ------------------ | --------------------------------- | --------- | -------------------- |
| 2019 | Premios In-Edit Chile | Mejor montaje      | El mundo es un lugar tan triste   | Ganador   | [ 28 ]               |
| 2019 | Premios Pulsar        | Mejor artista rock | Pillanes                          | Nominado  | [ 29 ]               |
| 2019 | Premios Pulsar        | Artista del año    | Pillanes                          | Nominado  | [ 30 ]               |
| 2019 | Premios Índigo        | Mejor show en vivo | Presentación en Lollapalooza 2019 | Nominado  | [ 31 ] [ 32 ] [ 33 ] |